# Synonymordlista
En synonymordlista är en ordlista där ord sorteras efter likhet. Emellertid har få ord exakt samma betydelse, varför synonymordlistor i praktiken snarare används för att ta reda på distinktionen mellan likartade ord.
En synonymordlista inleds med ett alfabetiskt register över alla ord som ingår i verket. Registret åtföljs av ett numrerat lexikon där varje post redogör för likhet och distinktion mellan en grupp ord.
På många språk heter synonymordlista "tesaurus", från grekiska thesauros som betyder skattkammare eller förvaringshus för votivgåvor.

## Exempel
| 871 | Lexikon Ordbok Ordlista Ordförteckning Glossar Glossarium Vokabulär Ordskatt | Lexikon, Ordbok bok som meddelar ett språks, ett yrkes o.d. ordförråd, vanl. i alfabetisk följd (o. med översättning till ett annat språk). Ordlista, Ordförteckning systematisk el. alfabetiskt ordnad lista på ord, ordregister. Glossar, Glossarium ordlista med översättningar el. förklaringar, särk. över utländska och föråldrade ord; i sht om sådan lista av ord ur enskilt verk. Vokabulär ordlista; ordförråd. Ordskatt ordförråd. |